# Terrazas del Valle
Terrazas del Valle är en ort i Mexiko.   Den ligger i kommunen Tijuana och delstaten Baja California, i den nordvästra delen av landet, 2 300 km nordväst om huvudstaden Mexico City. Terrazas del Valle ligger 189 meter över havet och antalet invånare är 20 421.
Terrängen runt Terrazas del Valle är huvudsakligen kuperad, men åt sydväst är den platt. Runt Terrazas del Valle är det tätbefolkat, med 913 invånare per kvadratkilometer. Närmaste större samhälle är Tijuana, 16,7 km väster om Terrazas del Valle. Omgivningarna runt Terrazas del Valle är i huvudsak ett öppet busklandskap.